# 齊譽
齊譽（1511年—？），字文實，江西南昌府南昌縣人，民籍，明朝政治人物。

## 生平
嘉靖十三年（1534年）甲午科江西鄉試第八十一名舉人。嘉靖十七年（1538年）中式戊戌科會試第三十六名，登第三甲第六名進士。授行人，二十一年五月选授禮科給事中，二十四年八月升刑科右，二十五年六月升工科左，二十六年五月升兵科都，二十七年二月因弹劾曾铣降二级调外任，後官至湖廣副使。

## 家族
曾祖齊若山；祖父齊正益；父齊世懋，母龔氏。具庆下。